# Constant Cap

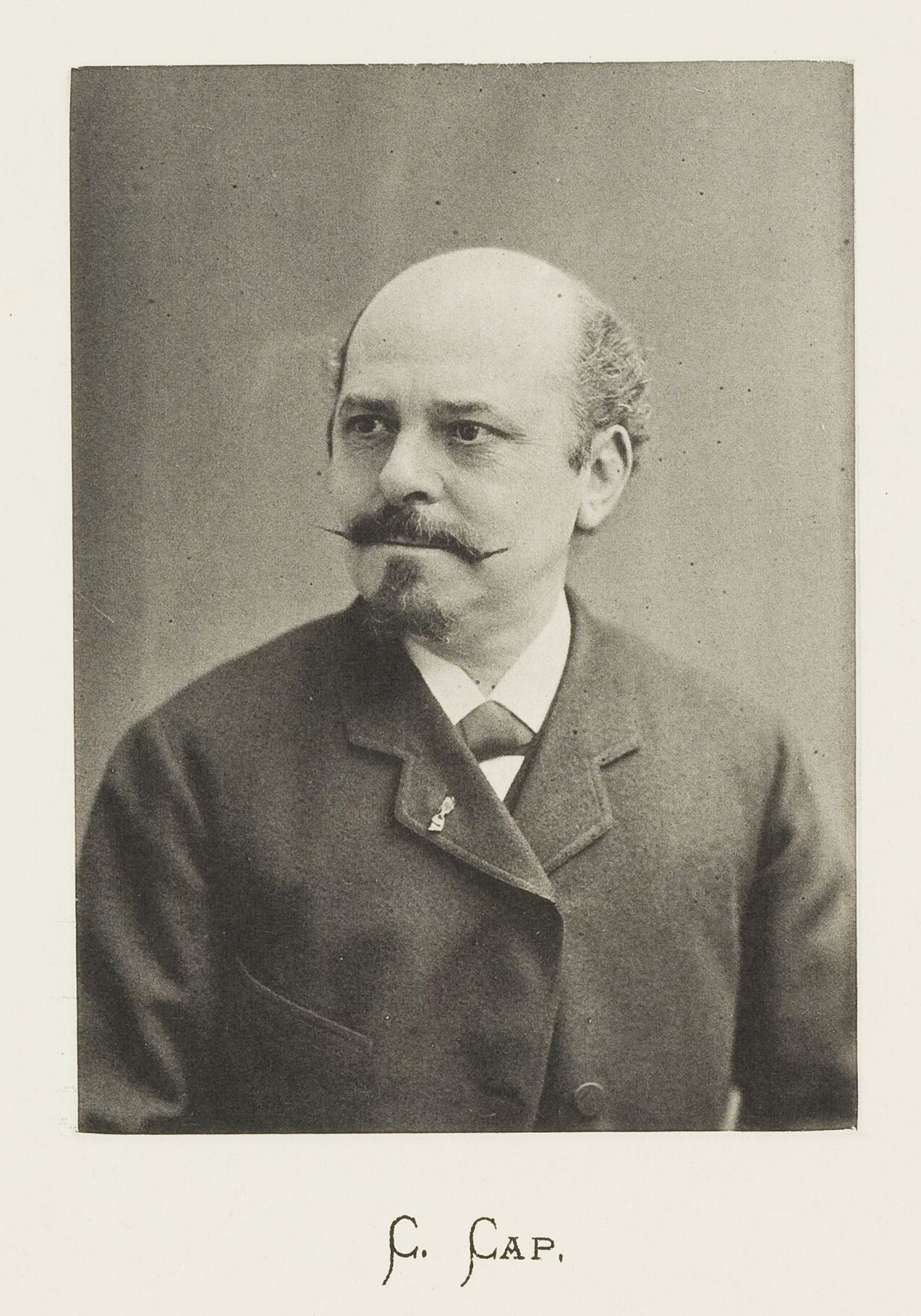
Constant Cap

Constant Aimé Marie Cap (* 2. Juni 1842 in Sint-Niklaas; † 9. Oktober 1915 in Antwerpen) war ein belgischer Genremaler und Radierer.
Er studierte in seiner Heimatstadt an der Académie Saint-Nicolas bei August De Wilde, dann an der Koninklijke Academie voor Schoone Kunsten van Antwerpen bei Polydore Beaufaux, Joseph Geefs und Bernard Pierre Weiser. Nach dem Studium blieb er in Antwerpen als freischaffender Künstler tätig. Ab 1865 nahm er an offiziellen Salons teil.

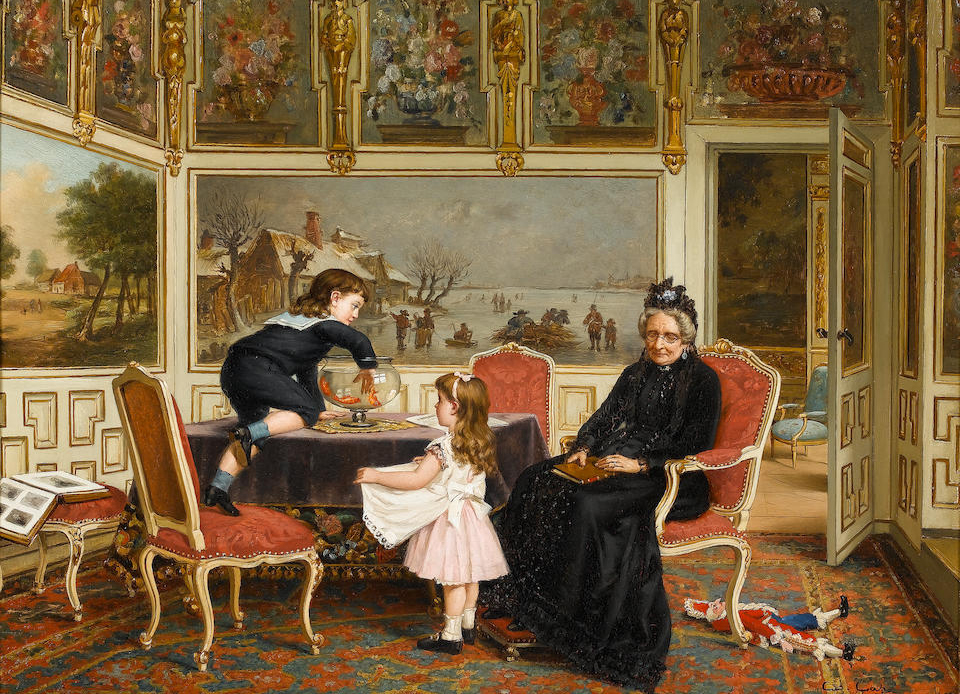
Der Unfug

Neben den Genreszenen aus dem bürgerlichen Leben malte er Bilder, die die technischen Errungenschaften des 19. Jahrhunderts darstellten: Flüge mit den Heißluftballons, Reisen in eleganten Eisenbahnabteilen.
Auf der Weltausstellung in Antwerpen 1894 zeigte er Ansichten der alten Stadtviertel dieser Stadt.